# Бурш
Бурш (пол. Bursz, нім. Bursch) — село в Польщі, у гміні Дзялдово Дзялдовського повіту Вармінсько-Мазурського воєводства.
Населення — 70 осіб (2011).
У 1975-1998 роках село належало до Цехановського воєводства.

## Демографія
Демографічна структура станом на 31 березня 2011 року:
|          | Загалом | Допрацездатний вік | Працездатний вік | Постпрацездатний вік |
| -------- | ------- | ------------------ | ---------------- | -------------------- |
| Чоловіки | 38      | 10                 | 28               | 0                    |
| Жінки    | 32      | 11                 | 20               | 1                    |
| Разом    | 70      | 21                 | 48               | 1                    |